# Monday Morning
A Monday Morning Melanie Fiona kanadai R&B-énekesnő negyedik kislemeze első, The Bridge című albumáról. A kislemez és az album is 2009-ben jelent meg. A Monday Morning Európában az album legnagyobb slágere lett.

## Helyezések
| Slágerlista (2009)    | Legmagasabb helyezés |
| --------------------- | -------------------- |
| Lengyel kislemezlista | 1                    |
| Magyar kislemezlista  | 1                    |
| Német kislemezlista   | 46                   |
| Osztrák kislemezlista | 3                    |
| Svájci kislemezlista  | 1                    |
| Svéd kislemezlista    | 11                   |
| Szlovák kislemezlista | 13                   |

| Éves összesített slágerlista (2009/2011) | Legmagasabb helyezés |
| ---------------------------------------- | -------------------- |
| Svájci kislemezlista (2009)              | 37                   |
| Magyar rádiós játszási lista (2010)      | 12                   |
| Magyar rádiós játszási lista (2011)      | 17                   |